# مقبرة الإسكندر الأكبر

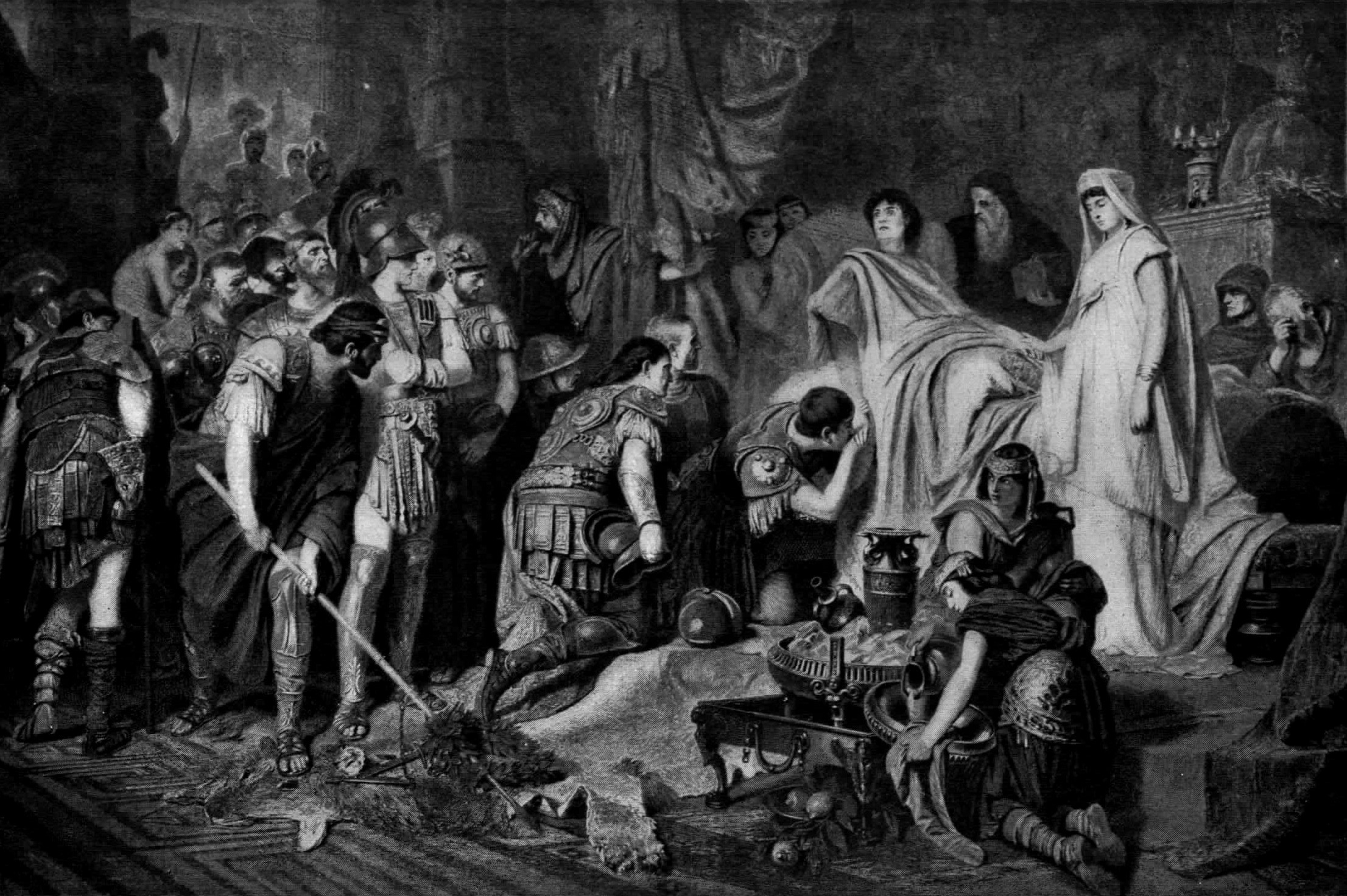
وداع الإسكندر الأكبر، رسمها كارل فون بايلوتي سنة 1886م.

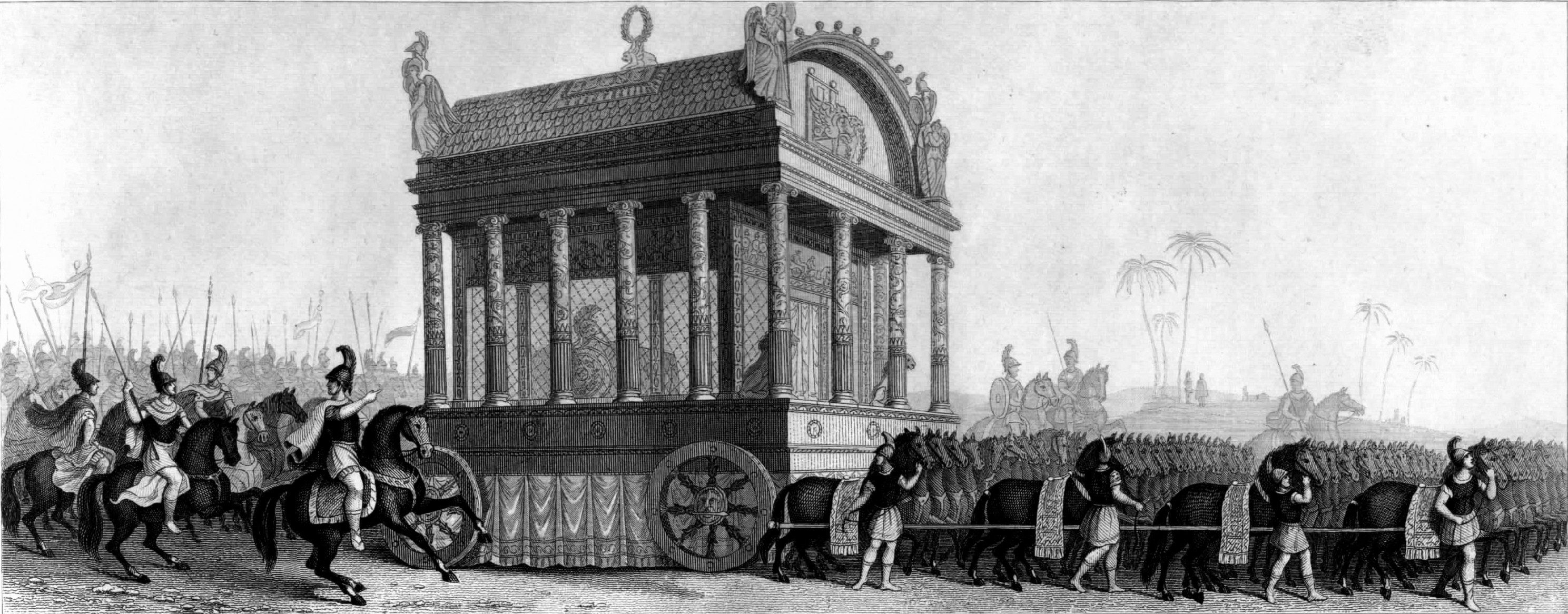
عربة الإسكندر، وفقًا لوصف ديودوروس سيكولوس، مرسومة في القرن التاسع عشر الميلادي.

مقبرة الإسكندر الأكبر واحدة من أكثر المواقع غموضًا. بعد موت الإسكندر الأكبر بفترة وجيزة في بابل، أصبح تملُّك جسد الإسكندر محل تفاوض بين بيرديكاس وبطليموس وسلوقس. وفقًا للمؤرخ نيكولاس ساندرز، رغم وفاة الإسكندر الأكبر في بابل، فضّل حكّام الأسرة الأرغية دفن جثته في إيجة (فيرغينا حاليًا). كانت إيجة واحدةً من موقعين مرشّحين لدفن الإسكندر، أما الموقع الآخر فكان واحة سيوة، إلا أن بيرديكاس اختار إيجة سنة 321 ق.م. غير أن بطليموس اختطف الجسد وهو في طريقه إلى إيجة. ووفقًا لما ذكره باوسانياس والمؤرخ المعاصر لتلك الفترة باريان، فقد دفن بطليموس جسد الإسكندر أولاً في ممفيس. ومع نهاية القرن الرابع قبل الميلاد أو بداية القرن الثالث قبل الميلاد، في بداية عصر البطالمة، نُقل جسد الإسكندر من ممفيس إلى الإسكندرية حيث أعيد دفنه، ولم يعرف موقعها حتى الآن على وجه التحديد.

## انظر أيضُا
- الضريح الملكي الموريتاني
- مقبرة جنكيز خان - أيضًا غير معروف موقعها
- عبادة البطالمة للإسكندر الأكبر

## وصلات خارجية
- Alexanderstomb.com